# Luigi Mazza
Luigi Mazza (* 12. Oktober 1960 in New York City) ist ein san-marinesischer Politiker. Er war von 1. Oktober 1997 bis 1. April 1998 gemeinsam mit Marino Zanotti Capitano Reggente (Staatsoberhaupt).

## Politik
Mazza ist Mitglied des Partito Democratico Cristiano Sammarinese (PDCS).  Er war Mitglied des Parteivorstandes und gehörte dem Zentralrat (consiglio centrale) der Partei an. 
von  1993 bis 1998 war er Abgeordneter im san-marinesischen Parlament, dem Consiglio Grande e Generale. Für die Amtsperiode vom 1. Oktober 1997 bis zum 1. April 1998 wurde er gemeinsam mit Marino Zanotti zum Capitano Reggente, dem Staatsoberhaupt gewählt.
Bei den Parlamentswahlen 1998 und 2001 trat Mazza nicht an, 2006 kandidierte er auf der Liste des PDCS, verfehlte jedoch den Einzug ins Parlament. Bei der Wahl 2008 wurde er wieder ins Parlament gewählt und wurde Fraktionsvorsitzender (capogruppo) des PDCS. Bei der Parlamentswahl wurde er auf der Liste des PDCS bestätigt und übernahm erneut das Amt des Fraktionsvorsitzenden Zur Parlamentswahl 2016 trat Mazza nicht mehr an.

## Ehrungen
Mazza wurde am 3. März 1998 vom italienischen Staatspräsidenten mit dem Großkreuz mit Großer Ordenskette des Verdienstordens der Italienischen Republik ausgezeichnet.